# Bentley Phoenix
Bentley Phoenix – samochód sportowy klasy luksusowej produkowany pod brytyjską marką Bentley w 1995 – 1996.

## Historia i opis modelu
W 1995 roku Bentley intensywnie pracował nad unikatowymi projektami samochodów, których budowę zlecał najważniejszy klient brytyjskiej firmy w tym okresie - sułtan Brunei Hassanal Bolkiah. Rozbudowywał on wówczas swoją kilkutysięczną kolekcję samochodów, wśród których znalazło się wiele luksusowych i rzadkich pojazdów europejskich marek budowanych na specjalne zamówienie monarchy. 
Bentley Phoenix powstał na bazie modelu Continental R, zyskując jednocześnie unikalny projekt stylistyczny w wykonaniu włoskiego studia Pininfarina. W stosunku do klasycznie stylizowanych wówczas regularnych Bentleyów, model Phoenix odszedł od kantów i prostych linii na rzecz bardziej płynnych linii, owalnych kształtów i agresywnie stylizowanych reflektorów. Samochód otrzymał nadwozie typu kabriolet z miękkim, składanym dachem.
Równolegle z Phoenixem, dla sułtana Brunei powstał także alternatywny projekt Pininfariny o takiej samej specyfikacji technicznej i otwartym nadwoziu. Bentley Spectre odróżnił się bardziej konwencjonalną stylistyką bliższą regularnym modelom brytyjskiej firmy, z masywniej ukształtowanymi błotnikami i większą ilością kantów.
Do napędu obu samochodów wykorzystany został ten sam silnik firmy pochodzący z innego specjalnego modelu wykonanego dla sułtana, Continentala R Sufacon. Było to wzmocnione 6,75 litrowe benzynowe V8 przenoszące moc na tylną oś przy pomocy automatycznej skrzyni biegów, rozwijając moc 550 KM i rozpędzając się do 100 km/h w 5 sekund.

### Sprzedaż
Bentley Phoenix oraz Spectre powstał na wyłączne zlecenie sułtana Brunei, powstając w ściśle ograniczonej serii między 1995 a 1996 rokiem we włoskich zakładach Pininfariny w Turynie. Każdy z modeli wyprodukowany został w puli po 9 egzemplarzy, trafiając następnie do prywatnej kolekcji monarchy w stołecznym Bandar Seri Begawan.

### Silnik
- V8 6,75 l 550 KM